# Cryptolabis chilota
Cryptolabis chilota är en tvåvingeart som beskrevs av Alexander 1929. Cryptolabis chilota ingår i släktet Cryptolabis och familjen småharkrankar. Inga underarter finns listade i Catalogue of Life.